# Johann Cochlaeus
Johann Cochlaeus o italianizzato Giovanni Cocleo, pseudonimo di Johann Dobneck (Wendelstein, 1479 – Breslavia, 10 gennaio 1552) è stato un teologo e umanista tedesco.

## Biografia
Johann Cochlaeus nacque nel 1479 a Wendelstein presso Norimberga. Educato nella città natale sotto la guida dell'umanista Heinrich Grieninger, passò nel 1504 all'Università di Colonia, dove divenne magister nel 1507; e dal 1510 diresse la scuola di latino (scuola dei poeti) presso San Sebaldo in Norimberga. Nel 1515 l'umanista Willibald Pirckheimer lo mandò in Italia ad accompagnare tre suoi nipoti, e così Cochlaeus poté approfondire, specialmente a Bologna, i suoi studi umanistici, giuridici e teologici. Nel 1517 conseguì a Ferrara il dottorato, e fu poi consacrato prete a Roma.
Nel 1520 ricoprì il ruolo di decano della Facoltà teologica a Francoforte sul Meno, dove rimase coinvolto nella polemica con i sostenitori di Martin Lutero. Partecipò alla dieta di Worms (1521), alla dieta di Norimberga (1524), ad Augusta (1530), dove sedette tra i teologi cattolici che esaminarono la Confessio augustana, e fu autore di lunga serie di scritti polemici contro la nuova dottrina che ebbero però scarso effetto. Nel suo trattato Colloqium Cochlaei cum Luthero, Cochlaeus riportò la sua discussione con Lutero avvenuta il 24 aprile del 1521, incentrata sulle teorie luterane riguardanti la predestinazione, l'eucaristia e l'autorità della Bibbia. Lutero, per difendersi dalle critiche di Cochlaeus, fu sollecitato a scrivere il libro Wider den gewappneten Mann Cochlaeus ("Contro il munito uomo Cochlaeus").
L'atmosfera sempre più pesante e difficile spinse Cochlaeus a lasciare Francoforte per trovare maggiore tranquillità a Magonza, e nel 1529 divenne cappellano di corte del duca di Sassonia, prima di assumere il ruolo di canonico a Dresda, a Meissen e infine, nel settembre 1539, a Breslavia dove morì il 10 gennaio 1552.
Tra i suoi scritti e le sue edizioni umanistiche merita di essere rilevata la sua Historia Hussitarum in 12 libri (1549). Dello stesso anno è il suo scritto più importante contro Lutero (Commentaria de actis et scriptis Martini Luthen Saxonis). Interessante per gli inizi della storiografia umanistica una sua Vita Theoderici regis quondam Ostrogothorum et Italiae. Querela item de reipublicae statu sub Iustiniano imp. I (1544; edita da I. Peringskioeld con osservazioni e aggiunte nel 1699 a Stoccolma). Mentre in passato si considerava Cochlaeus solo come avversario della Riforma, si considera oggi anche la sua attività umanistica, per la quale ebbe sempre inclinazione, anche in mezzo alle lotte.

## Opere principali
- Tetrachordum musices (1511).
- (LA) Pomponio Mela, Cosmographia Pomponij Mele: Authoris nitidissimi Tribus Libris digesta, a cura di Johann Cochlaeus, Nuremberg, Johann Weissenburger, 1512.
- Brevis Germaniae descriptio tum a rebus gestis moribusque populorum tum a locorum situ (1512).
- Adversus cucullatum Minotaurum Wittenbergensem: De sacramentorum gratia iterum, 1523.
- De libero arbitrio (1525).
- Septiceps Lutherus (1529).
- In obscuros viros qui decretorum volumen infami compendio..., 1530.
- De sanctorum invocatione et intercessione deque imaginibus et reliquiis eorum pie riteque colendis (1544).
- Commentaria de actis et scriptis Lutheri, 1549.